# Стельмах, Денис Дмитриевич
Денис Стельмах (род. 7 мая 1995, Архангельск) — российский пианист и композитор, работающий в жанрах классический кроссовер и саундтрек. На его счету около десятка альбомов, несколько синглов, саундтреки к телевизионным передачам и фильмам российских и зарубежных авторов.

## Биография
Денис Стельмах родился 7 мая 1995 года в Архангельске. Учился в 6-й гимназии и музыкальной школе № 42 «Гармония» по классу фортепиано. По его собственным словам, успеваемость в общеобразовательной школе была невысокой, а в музыкальной школе его тяготили жёсткие рамки академизма.
Через год после окончания музыкальной школы начал писать музыку. После окончания гимназии уехал из родного города в Санкт-Петербург, где получил высшее образование по специальности «реклама и связи с общественностью» (бакалавриат и магистратура), параллельно развивая музыкальную карьеру пианиста и композитора.

### Семья
Не женат. В интервью в качестве родных упоминал маму, брата и бабушку с дедушкой.
Известен своим натянутым отношением к Санкт-Петербургу и любовью к Архангельску.

## Творчество
Свою первую композицию — «Memories» — Денис Стельмах написал ко дню рождения своей подруги. По словам композитора, эта мелодия является осмыслением одной из музыкальных тем фильма «Трансформеры». После положительных отзывов от семьи и друзей Денис решил продолжить свои музыкальные опыты, записывая композиции на камеру и выкладывая звуковые дорожки в социальные сети. Музыку создавал «для себя и семьи», используя её как средство самовыражения. К 11 классу накопилось пять композиций, некоторые из которых Денис Стельмах впервые исполнил перед аудиторией на благотворительном концерте Областного Центра дополнительного образования.
К началу учёбы в Санкт-Петербурге у Дениса было 10—11 треков, которые он решил записать и издать в виде CD. Музыка была записана в 2014 году на одной из петербургских студий звукозаписи на фортепиано за 4 часа. Тираж альбома New Beginning составил 50 экземпляров. Обложкой для альбома стала детская фотография одной из подруг композитора.
В 2015 году Денис Стельмах был приглашён в качестве композитора в проект телеканала «Домашний» «Восточные жёны». Ранее его музыка была использована в качестве саундтрека в короткометражном фильме «White Fur», созданном французским режиссёром, арт-директором и дизайнером Джорджией Трибуяни для фестиваля «Motionpoems».
В 2016 году в коллаборации с исполнителем Icelandic Elephants вышел альбом Ambience. Третий альбом, The Nowhere, также в сотрудничестве с Icelandic Elephants вышел в 2018 году и содержал 16 треков. Позже в том же году вышли сингл Tears Apart и альбом саундтреков Dad из 6 композиций, написанных для короткометражного фильма «Папа»; а затем 12-трековый Obscure.
В 2019 году вышел альбом Ambience (Icelandic Elephants Rework). В 2020 — EP Eve Meditation II.
В целом творчество Дениса Стельмаха имеет благоприятную критику и отзывы вплоть до восторженных.

### Комментарии
1. ↑  Сам Денис вслед за многими другими слушателями называет свой стиль нео-классикой.
2. ↑  Ныне переименован в Государственное бюджетное образовательное учреждение дополнительного образования детей Архангельской области «Дворец детского и юношеского творчества»[6].
3. ↑  Имя композитора указано в титрах в конце каждой из 16 серий[8].
4. ↑  Фильм есть в базах данных, но Денис в качестве композитора указан только в титрах самого фильма на отметке 2:18[9].
5. ↑  EP Eve Meditation I вышел в 2017 году.